# Año viejo

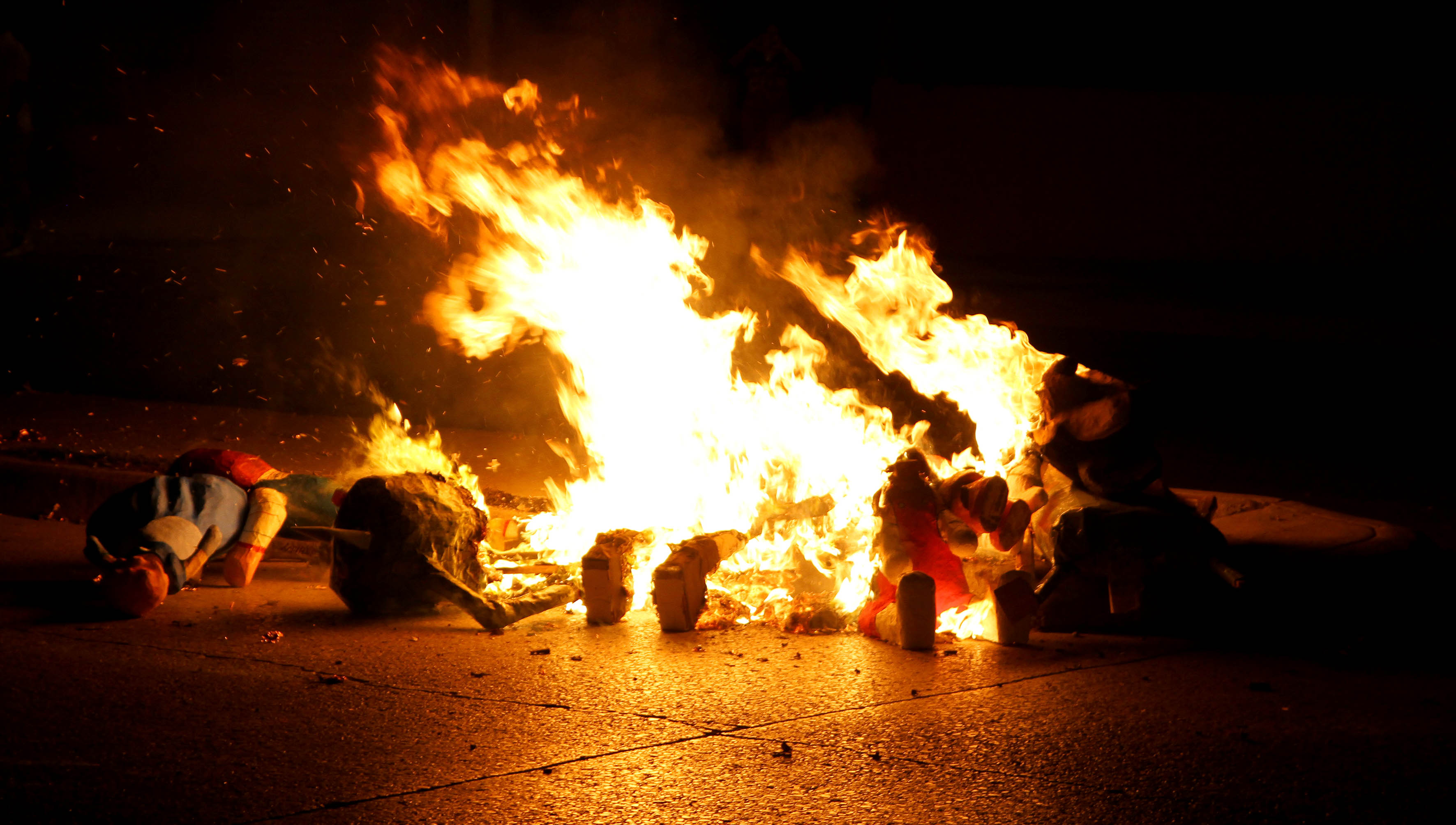
Años viejos siendo quemados a las 12 de la noche del 1 de enero en Guayaquil, Ecuador

Año Viejo es un monigote que representa básicamente el año que termina, elaborado con ropa vieja, cartón o papel, relleno de viruta, paja o aserrín y con frecuencia con artefactos pirotécnicos o fuegos artificiales, para ser quemado a la medianoche del 31 de diciembre, víspera del año nuevo.  
La costumbre, originaria de Ecuador ,ha sido adoptada en varios países de Latinoamérica, desde México hasta Uruguay, y en algunas regiones de Colombia y Venezuela.
El ritual se debe distinguir de la Fiesta del Judas que a pesar de tener características similares tiene distintas connotaciónes y se celebra en algunas regiones de España y de América Latina, al inicio de la semana de pascua o en el Domingo de Resurrección.
Igualmente el Año Viejo se debe distinguir de las efigies que se incineran en protestas políticas, aunque también suelen representar personajes concretos o símbolos de organizaciones y países objetos del rechazo, porque se realizan en cualquier época del año y sin los elementos rituales del 31 de diciembre.

## Características básicas
- La elaboración, exhibición estática o procesional y culminación con quema del Año viejo, en medio de una fiesta cargada de símbolos, hace parte de las celebraciones de fin de año o Nochevieja.
- Los muñecos que se elaboran en familia, grupos de amigos o vecinos y se exhiben en los barrios y fuera del concurso que algunas autoridades regionales organizan, generalmente representan en forma no específica a un anciano con pelo canoso y arrugas, con expresión triste o lastimera si la máscara es muy elaborada.
- Los muñecos que se elaboran para los desfiles y concursos locales suelen representar de manera caricaturesca los acontecimientos significativos o identidades reales o más específicas, sobre todo negativos relacionados con la política, la farándula, el deporte y en general personajes famosos populares, notorios en la localidad o región durante del año transcurrido, y precisamente el acierto y humor en esa representación son los factores que los jurados de los concursos tienen más en cuenta para premiar el mejor trabajo.
- En la mayoría de regiones igualmente el muñeco es acompañado de músicos y de una comparsa o puesta en escena con personajes simbólicos como la viuda, la plañidera o el diablo.
- En muchos lugares, antes o después de la quema, se lee un "testamento", en el cual, como culminación de la catarsis, con lenguaje irónico o satírico se hace recuento de los sucesos que caracterizaron el periodo que acabó y se dan recomendaciones a sus protagonistas para el nuevo año.

## Significado
La incineración a la medianoche del 31 de diciembre del muñeco es un ritual de purificación para alejar la mala suerte o las energías negativas del periodo que termina, así como de transición pues también se celebra la llegada del nuevo año aboliendo lo anterior. Como ritual de fuego representando la supresión de lo pasado para permitir una regeneración del tiempo y de las energías, la quema de un muñeco es común en muchas culturas y aun con transposición de fechas y de épocas tiene similares significados.

## Orígenes

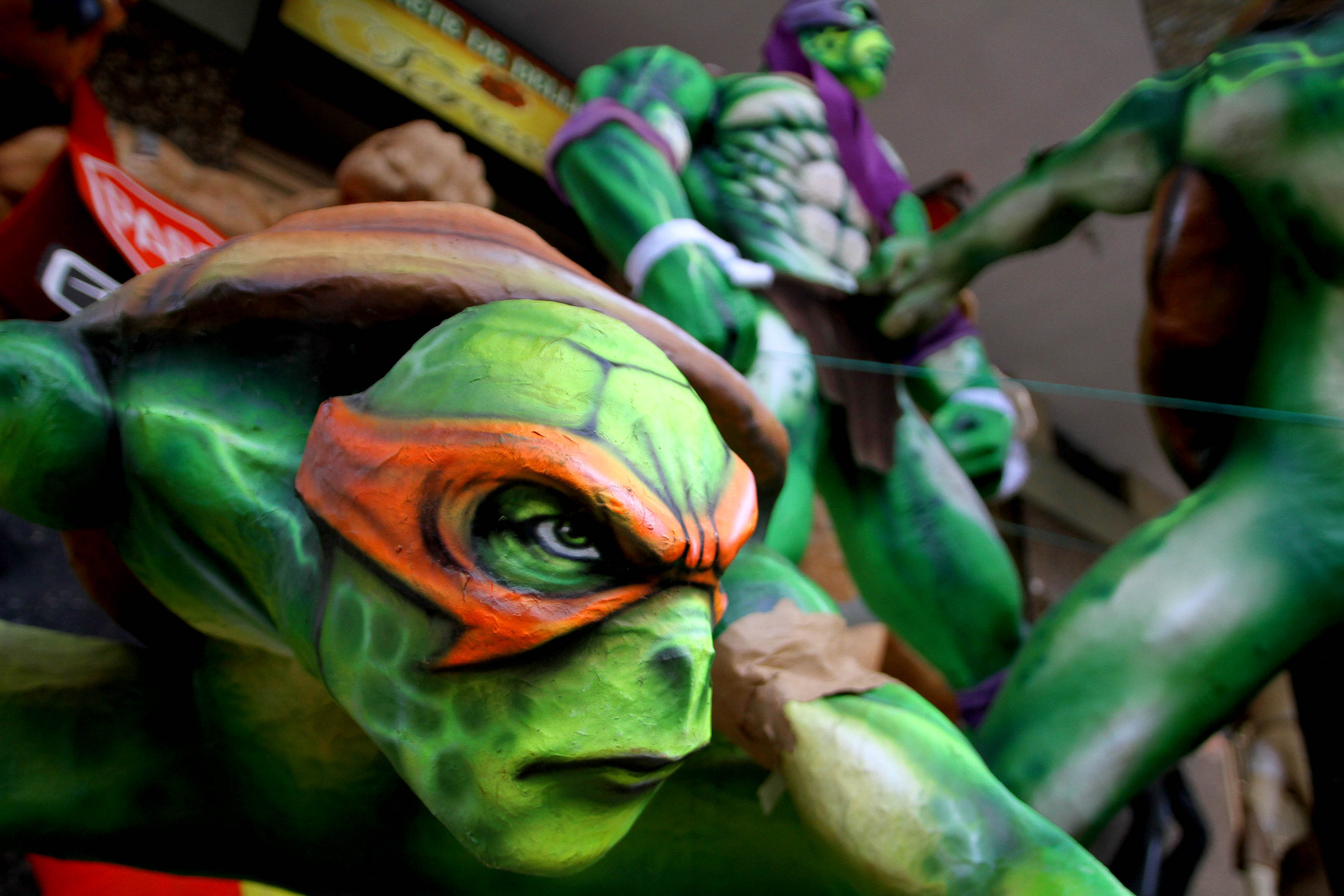
Monigote de las Tortugas Ninja, Michelangelo (Tortugas ninja).

Existen diversas versiones sobre el origen de esta tradición ecuatoriana.
1. Origen religioso: Según el historiador Modesto Chávez Franco en el relato "El Verdugo" de su obra " Crónicas del Guayaquil Antiguo, menciona que la tradición nace en Semana Santa por los misioneros españoles, quienes realizaban muñecos grotescos rellenos de paja, virutas, cohetes y pólvora. Estos eran prendidos en la noche como un símbolo de la inquisición contra los judíos y un recordatorio a la traición de Judas Iscariote.
2. Origen político: Rodrigo Chávez González, basado en las historias de su abuela materna y posteriormente inmortalizado en su crónica de 1961, menciona que el presidente de ese entonces Gabriel García Moreno había prohibido cualquier actividad en la ciudad por temor a que el grupo de los liberales alteraran el orden. Sin embargo, esto no detuvo a unos jóvenes que confeccionaron un monigote para quemarlo, al pedir permiso en la intendencia de la ciudad y al ser parecido al presidente, el intendente ordenó su destrucción y el arresto por 48 horas a los jóvenes.
3. Origen prehispánico e hispánico: Martha Tómala de Florencia en su artículo de 1972 sobre los años viejos, se refiere a la versión española de Pedro Miller, según el cual esta tradición ya era practicada por los aborígenes y mestizos de clases bajas. Por otra parte relaciona la llegada de los muñecos o monigotes con los habitantes valencianos y andalusíes.
4. Origen sanitario: El génesis más conocido data del año 1895, cuando una epidemia de fiebre amarilla azoto la ciudad de Guayaquil. Como medida ante tal amenaza, los habitantes de la ciudad quemaron la ropa de sus seres queridos fallecidos junto a atados de paja y ramas. Esto se realizó el último día del año como símbolo de alejar la tristeza, la desesperación. la peste y el pasado para dar paso a lo nuevo y al futuro.

Con el paso del tiempo esta tradición se fue esparciendo y actualizando por todo el país hasta la actualidad. En varias ciudades como Quito, Cuenca (Ecuador), Sangolquí y la misma Guayaquil es notable el paso de materiales clásicos como son la ropa antigua con relleno de paja y (o) serrín, a una elaboración más estética con figuras más vivas y pintura más decorativa. Aunque cabe resaltar que la confección de monigotes con materiales clásicos sigue presente en varias localidades de la Región Sierra. 
Cada año las temáticas son variadas empero, son constantes las confecciones de monigotes sobre políticos, presidentes, superhéroes, equipos de fútbol, series, entre otras.
Esta tradición poco a poco ha ido esparciéndose, asentándose y (o) reviviendo antiguas costumbres de la región. En la mayoría de países latinoamericanos a las costumbres locales se les atribuye un origen prehispánico e hispánico. Por otro lado en España. costumbres similares posiblemente sean derivadas de rituales antiguos paganos europeos como las saturnales de los romanos o los rituales celtas de la antigua Hispania.

## Ecuador

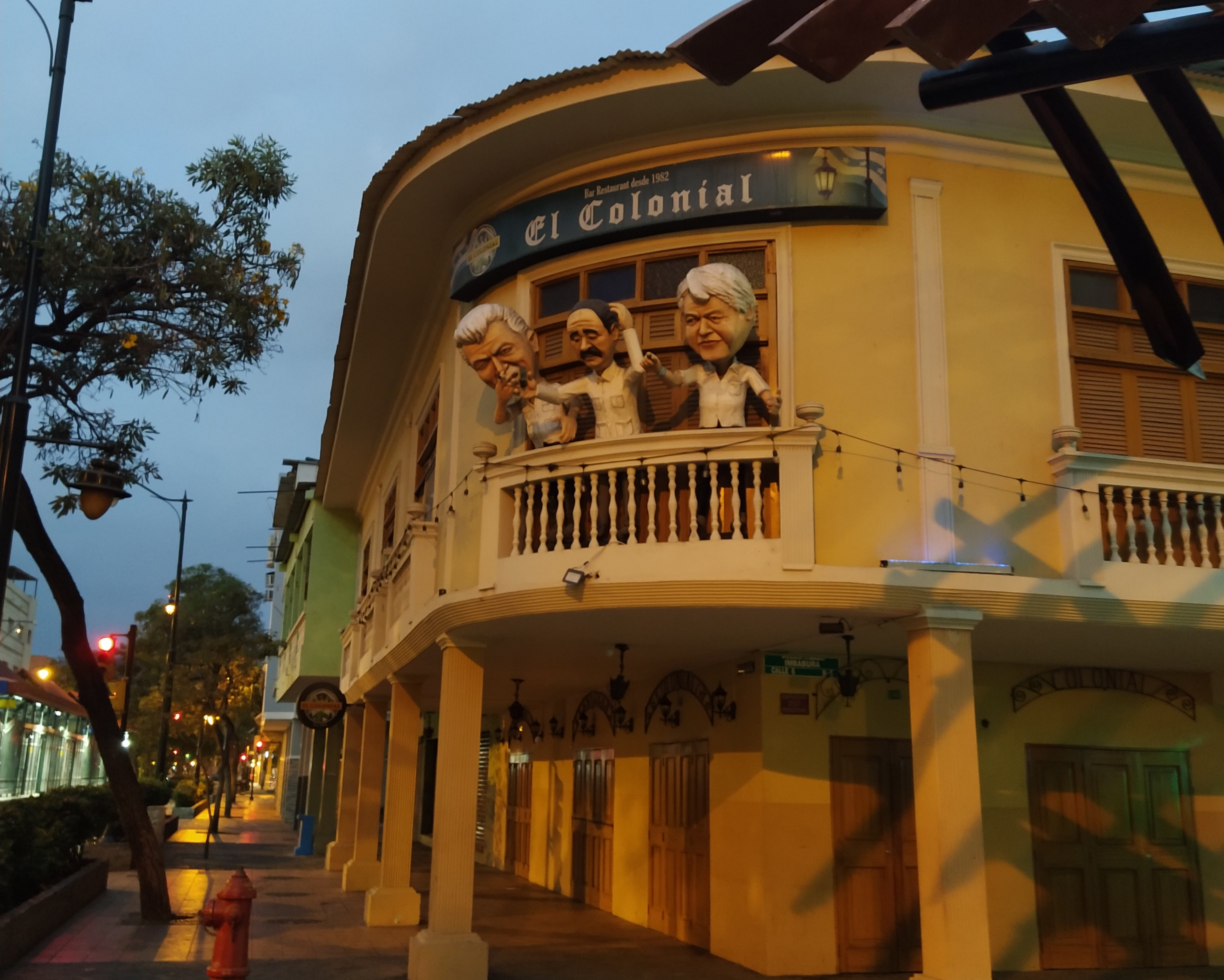
Bar El Colonial con varios monigotes en el centro de Guayaquil, 2023.

En Ecuador la festividad del año viejo es considerada la tradición más importante del país y la más representativa culturalmente. Y el origen de su nacimiento data a finales del siglo XVIII y principios del siglo XIX. Aunque la quema de muñecos (años viejos) tuvo su auge desde sus inicios, su primer registro fue a partir de 1842 y para 1895, la costumbre empieza arraigarse en todo el país, con un significado en común: La representación de lo viejo y el inicio de lo nuevo, de dejar el pasado y de proyectar el futuro.
La costumbre está popularizada en todo el país con elementos en común:
- Monigote: Realizado en el hogar o adquirido en la ciudad, también denominado "viejo" es el protagonista que representa al año ya moribundo. Las familias lo sacan a pasear, bailan con el, lloran por el y finalmente es expuesto las últimas horas del día en las puertas de las casas antes de su deceso. Finalmente, es quemado a las 12 de la noche en las calles de las ciudades, frecuentemente con bastante estruendo (pues es común que se rellene con petardos) y luego todo esto es seguido por una cena y festejos en que toda la familia desde los más pequeños participan.

- Testamento:  Es una lista de toda la herencia acumulada que deja el viejo; bienes, cualidades, defectos, penas y cosas que deja pendientes al año nuevo. En definitiva una evaluación crítica de lo vivido con mucho humor y sátira.
- Viudas: Son hombres vestidos de viudas quienes lloran en pena por las calles del país y mediante bailes o poses "seductoras" piden caridad debido a la anunciada muerte del viejo. Cada año se lo llora al viejo acompañándole hasta el último minuto, finalmente cuando fallece a la medianoche su notario da lectura al testamento.
- Caretas: Son máscaras que representan personajes de ciencia ficción, políticos o celebridades. Son usadas durante el último baile del año.
- Música: Es indispensable escuchar el tema "yo no olvido el año viejo" del artista Tony Camargo. Y en varias partes del país es costumbre sintonizar la radio ya sea AM o FM para la cuenta regresiva de fin de año. Las estaciones más comunes son Radio Sonorama, Radio Caravana, Radio Cristal, Radio La Mega, etc.
- Cábalas y Familia: Durante los últimos momentos del día, la familia reunida realiza un sinfín de cábalas, como las doce uvas, usar prendas interiores de colores, etc. Por otro lado los niños y jóvenes saltan por encima de las llamas del viejo.

A pesar de tener elementos en común, las diferentes localidades del país mantienen ciertas diferencias.
- En la zona interandina los monigotes son construidos con ropa vieja y rellenos de papel periódico o aserrín y luego son colocados una careta o máscara (en ocasiones bastante trabajada, hechas con papel maché) con la cara del personaje a quemar ese año.
- En la región de la costa los monigotes son más elaborados, construidos de cartón, papel periódico y goma y pintados con las características del personaje que representan y que pueden ser políticos, deportistas, artistas, cantantes, personajes de televisión, superhéroes, etc.

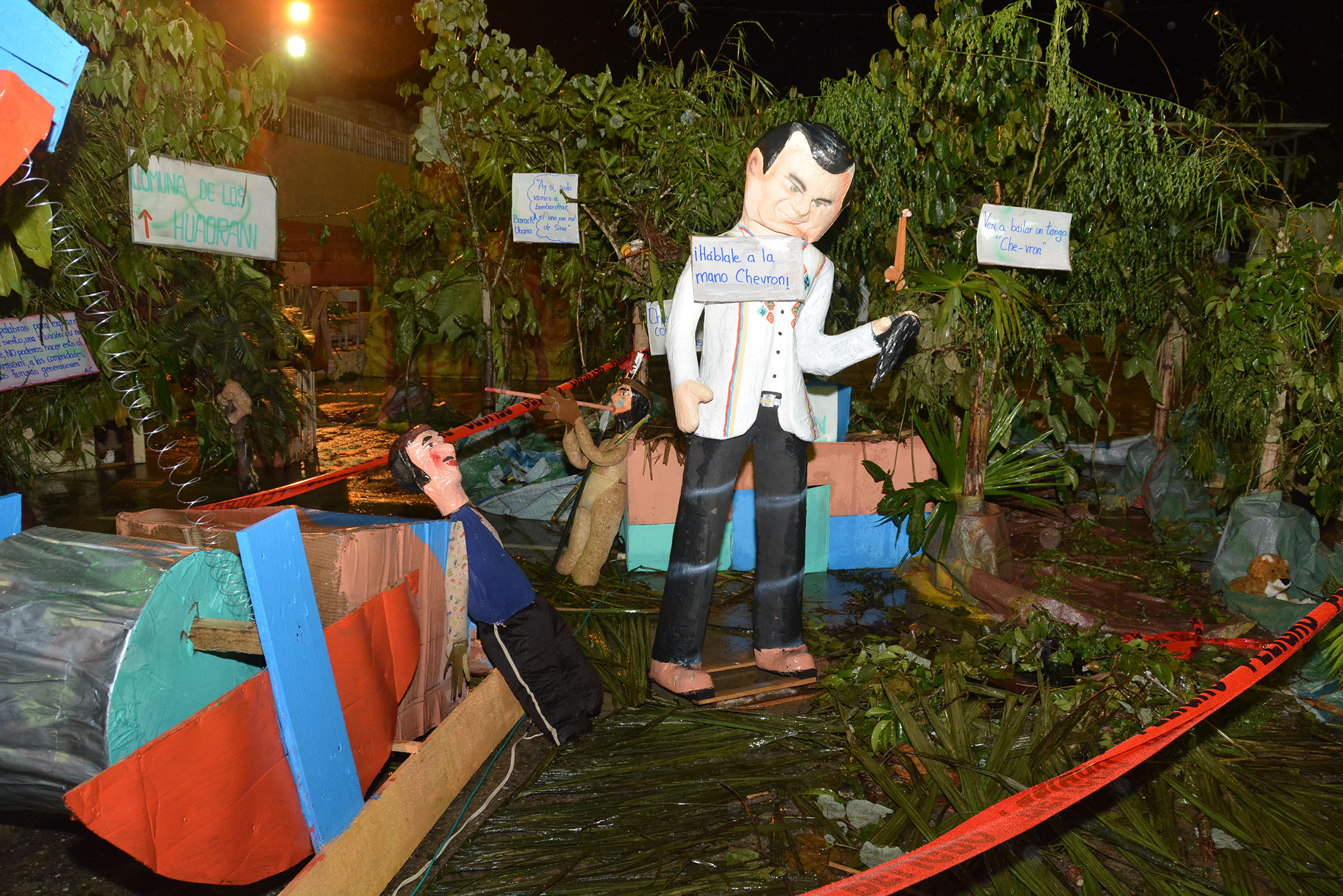
Concurso de años Viejos, 2013

#### Ciudades
En diferentes ciudades del Ecuador se realizan concursos de años viejos, muchos de los cuales son tradicionales desde hace más de 40 años. Los temas de los monigotes generalmente son políticos, corrupción, deportivos, sociales, farándula, entretenimiento, etc.
- En Quito, la gente se aglomera en la avenida Amazonas para presenciar el concurso de los viejos.
- En Guayaquil las personas recorren los barrios para dar el último paseo al año viejo en su ciudad. Es común realizar la "Ruta de Monigotes Gigantes" en sitios estratégicos del suburbio de la ciudad, y desde hace 5 años en el Malecón 2000 es posible apreciar también monigotes gigantes de diversos temas.
- En Sangolquí, hay diferentes presentaciones y concurso de viejos a lo largo de la calle principal.
- En Cuenca (Ecuador), el concurso de años viejos es realizado por Amistad Club y la Unión de Periodistas de Azuay. En este evento está muy presente elementos festivos cuencanos como la pirotecnia, comida y bebida típica e incluso bandas de pueblo que interpretan canciones populares.[7]

## Hispanoamérica

### Colombia
En el sur, como Nariño y Putumayo, usualmente cada familia coloca un muñeco relleno de aserrín o papel en la parte exterior de la casa, lo sientan en una silla junto a una mesa donde hay una botella de licor. A veces los barrios se organizan y forman una escena más compleja que se exhibe sobre una tarima. Hay concursos de años viejos en las principales ciudades. Estas escenas suelen representar acontecimientos políticos, nacionales o internacionales, con humor, sarcasmo o cinismo. De forma paralela, desde temprano del último día del año varios jóvenes se disfrazan de "viudas" que lloran la muerte del año que se va quemar y piden una limosna, dinero que se utiliza en la compra de los materiales con que se fabrica el "viejo". Actualmente se conserva más la costumbre de petición de "caridad para el viejo" que la del disfraz.
En el departamento de Cauca, en Colombia al muñeco se le llama Taitapuro que es una deidad indígena- En la región nororiental andina colombiana y específicamente en el departamento de Santander se les denomina carranchos o carrancios.
En los departamentos de la costa atlántica colombiana: Atlántico, Bolívar, Magdalena, La Guajira, Córdoba y Sucre igualmente acostumbran la quema del año viejo. Precisamente un compositor colombiano nacido en el departamento de Bolívar, Crescencio Salcedo  es el autor de la canción "El año viejo" popularizada en la voz del mexicano Tony Camargo y que es casi un himno de Nochevieja en Latinoamérica. 
También es una tradición viva en departamentos del interior andino.

### Venezuela
La quema del Año Viejo se acostumbra en los estados Lara, Táchira, Mérida y Zulia.
Y se celebra el 31 de diciembre y consiste en la quema de un muñeco que representa el año que termina y que augura bienestar para el que va a comenzar. El año viejo en Venezuela se apunta a ´quemar´ de manera simbólica todo lo malo para dejarlo atrás con el año que se va, no obstante, con el paso de los años el ingenio y humor se fue adaptando a la costumbre y a los gigantescos muñecos que pasaron a representar sencillamente personajes o hechos que marcaron el año.
La figura se llena de pólvora que arde con las 12 campanadas como anuncio de la llegada de un nuevo año.
Cada barrio o urbanización fabrica su muñeco, generalmente con la ayuda de la vecindad. Una vez que el monigote está fabricado, los vecinos lo colocan en una esquina o lugar estratégico donde piden colaboración a quienes pasan para comprar los fuegos artificiales que llenan la figura.

### Perú
Diversas comunidades peruanas celebran el rito del año viejo de manera similar que en los países vecinos, es decir elaborando la efigie del año viejo con materiales desechables y elementos pirotécnicos para ser incinerada a la medianoche en medio de festejos; pero algunas son muy características por incluir elementos míticos aborígenes. 
Por ejemplo, en el Distrito de Parco, enclavado en la cordillera de los Andes en el centro del país, el año que termina es representado por un muñeco que es igualmente es incinerado al final de la jornada en la plaza del pueblo, pero es acompañado de un conjunto de danzantes o "waquis", cada uno de los cuales representa el año que se va, vistiendo ropas pobres, sombrero raídos, alpargatas de cuero de oveja, máscaras de madera en las que se tallan diversas expresiones de estados de ánimo y llevando en la mano una sonaja artesanal confeccionada por él mismo con un pedazo de rama y chapas de botellas aplanadas que hacen sonar mientras danzan a su ritmo mostrando cansancio y pena de tener que irse fingiendo llorar, burlándose de los asistentes a la plaza y realizando piruetas bufonescas, para luego recorrer las calles de la localidad acompañados de músicos para invitando a los pobladores, quienes salen hasta las puertas de sus casas a manera de despedida. Finalmente, en el clímax de la jornada,  el festejo se transforma en un baile frenético que simboliza el hecho de que los danzantes, es decir el año que fenece, quieren aferrarse al tiempo,  acompañados de todos los pobladores en una gran fiesta general que durará hasta muy entrada la noche del año que recién empieza.

### México
En México es muy común la elaboración y quema de efigies del año viejo y de lo negativo durante el año que termina en estados como Veracruz, Oaxaca, Chiapas, Yucatán, Campeche y Tabasco. En el Distrito Federal se conserva la tradición sobre todo entre los inmigrantes de los estados mencionados. El ritual puede iniciarse dos o tres días antes del Año Nuevo cuando el monigote es puesto al frente de la casa con un recipiente para recabar limosna, que será empleada para comprar cohetes y golosinas. También se pasea por las calles acompañado de una comparsa compuesta por una viuda embarazada (que dará a luz al año nuevo), una rumbera y un pequeño grupo musical.
En Veracruz los indígenas mixe-popolucas de Oluta, realizan una danza que es conocida con el nombre de "El Chenu", que es el nombre que le dan al monigote y los danzantes son niños y jóvenes disfrazados de diablos con ropa de color rojo, máscaras con cuernos, cola y un tenedor largo construido de madera. Igual que en ciertos países andinos algunos participantes también se disfrazan de viudas, vestidos de negro y semejando estar embarazadas, y su papel es plañir estribillos y llorar a la hora en que se quema el Chenu.

### Argentina
La costumbre es popular particularmente en las ciudades de La Plata y Mar del Plata desde 1956. En La Plata se realizan grandes esculturas, que son premiadas por una radio local en lo que se denomina "quema de muñecos". En tanto que en la zona oeste de Mar del Plata más precisamente en los barrios de Jorge Newbery, Santa Rosa y Florentino Ameghino los vecinos fabrican monigotes con ropa vieja y cartón los cuales son incinerados en las calles.

### Uruguay
El monigote representa a Judas aunque se le queme el 31 de diciembre y los niños a veces representan personajes  que les gusta ser ellos

### Chile
La costumbre ocurre particularmente en las regiones del norte de Chile, principalmente en Arica, Iquique, Tocopilla, Antofagasta, Copiapó, Huasco, La Serena y Coquimbo, en donde se habla de la Quema de Monos.
En Tocopilla, algunas veces son grandes esculturas en una tradición que actualmente es apoyada y premiada por la municipalidad local; asimismo se realizan Salnatrones (popularmente llamados Salitrones) que son hogueras con grandes cantidades de salitre en riscos a orillas del mar, provocando grandes estruendos y una atmósfera especial.

### Cuba
El año viejo es casi un paisano que llega y se sienta a esperar que le traigan el buche de café de la comadre, sin imaginar su destino en llamas.
A las 12 de la noche, cuando comienza a transcurrir el próximo, el año viejo es sacrificado, sumarísimamente. En la calle, en el centro de una ronda alocada y feliz, el fuego arde desde esos cuerpos de trapo, yerba y alcohol. La familia compartido su carnita asada en sacrosanta ceremonia. El cerdo, puerco, lechón digno de cada cual, en libras y en aliño, completa el espectáculo que toda Cuba se ofrece a sí misma, bailando y cantando, despreocupadamente, como con una fe ciega en que el próximo siempre será mejor.

### Panamá
En Panamá se confeccionan muñecos de políticos como una sátira de la situación política y judicial que vive el país como también personajes públicos, Estos muñecos se realizan para la quema del 31 de diciembre como tradición para despedir el año.

### Nicaragua
En Nicaragua el muñeco es conocido popularmente como «El Viejo», el cual es confeccionado con ropa y zapatos viejos. Se rellena con aserrín o papel periódico y previo a la quema se añade la pólvora. Se cree que al quemarlo se van todas las penas y problemas que se han tenido en ese año. A la medianoche se brinda con champaña y se celebra una cena junto a familiares y amigos.

### Honduras
Esta costumbre es celebrada en ciudades como Tegucigalpa y según dicta la creencia popular, al reducir a cenizas un muñeco vestido con ropa vieja y relleno con periódico, diseñado en la mayoría de ocasiones con rostro de políticos que defraudaron, se quema todo lo malo que dejó el año saliente.

### El Salvador
Los monigotes del año viejo", son hechos de tamaño realista y con los cuales se busca destruir las cosas malas que haya dejado el año anterior y recibir el nuevo con los brazos abiertos. La gente recorre para ver los muñecos, que la gente suele hacer por sí misma, cada uno con una apariencia y personalidad propias.